# Aldrichetta
Genre
Le genre Aldrichetta ne concerne qu'une seule espèce de poissons de la famille des Mugilidae, Aldrichetta forsteri, vivant indifféremment en eau douce, saumâtre ou en eau de mer et que l'on trouve dans le Pacifique du sud-ouest, en Nouvelle-Zélande, en Australie et en Tasmanie.

## Liste des espèces
Selon ITIS et FishBase:
- Aldrichetta forsteri (Valenciennes in Cuvier et Valenciennes, 1836)